# 卡馬爾納加爾烏帕齊拉
卡馬爾納加爾是孟加拉國的一個烏帕齊拉，位於吉大港專區的羅基布爾縣。該烏帕齊拉下轄9個行政區。